# Kumiko Asō
Kumiko Asō (jap. 麻生久美子 Asō Kumiko) prawdziwe nazwisko: Kumiko Hiramaru (jap. 平丸久美子 Hiramaru Kumiko) ur. 17 czerwca 1978 w Sanbu (obecna nazwa Sanmu) w prefekturze Chiba – japońska aktorka. W 2012 roku urodziła córkę, a 15 listopada 2016 roku syna.

## Filmografia
- 2018: Mirai (Mirai no Mirai), jako matka
- 2012: Wilcze dzieci (Ōkami kodomo no Ame to Yuki), jako pani Hotta
- 2008: Achilles i żółw (Akiresu to kame), jako Młoda Sachiko
- 2007: Dororo
- 2007: Kaidan, jako Orui
- 2006: Jikō keisatsu, jako Shizuka Mikazuki
- 2004: Casshern, jako Luna Kozuki
- 2002: 11.09.01 (11'09"01 – September 11)
- 2001: Puls (Kairo), jako Michi Kudo
- 2001: Pośpiech (Rush!), jako Yasuko
- 2000: The Ring: Krąg – Narodziny (Ringu 0: Bāsudei), jako Tachihara Etsuko
- 1998: Doktor Akagi (Kanzo Sensei), jako Sonoko